# Kjetil Johansen
Kjetil Johansen, född 1979, är en norsk bandyspelare. Kjetil har spelat för Norge i Bandy-VM, men även varit förbundskapten för det ungerska herrlandslaget.